# Île Elolo
L’île Elolo est une île du fleuve Congo en République démocratique du Congo. Elle est située en amont de Makanza, à l'est de l’île Sumba.